# Finale de la Coupe d'Angleterre de football de 1923
Vous lisez un « article de qualité » labellisé en 2010.
La finale de la Coupe d'Angleterre de football de 1923 est une rencontre de football opposant Bolton Wanderers et West Ham United le 28 avril 1923 dans le premier Wembley Stadium à Londres. Ce match est le dernier de l'édition 1923 de la Coupe d'Angleterre, compétition majeure du football anglais. La finale est également connue pour être la première rencontre officielle de football à se dérouler au stade de Wembley. Le Roi George V est présent dans les tribunes pour remettre le trophée aux vainqueurs.
Chacune des deux équipes finalistes doit passer cinq tours pour atteindre la finale. Bolton Wanderers remporte les trois matchs précédant la finale sur le score de 1 à 0 grâce à des buts de David Jack qui marque le seul but du match à chaque fois. Le second club finaliste est West Ham United. Le club londonien est opposé à une équipe de division inférieure lors de chacun de ses matchs, une première depuis l'introduction de plusieurs divisions dans la Football League. West Ham doit jouer trois fois pour se défaire de Southampton lors du quatrième tour. Le club assure sa place en finale grâce à une large victoire en demi-finale en inscrivant cinq buts face à Derby County.
La finale de la Coupe d'Angleterre de football de 1923 est précédée par des scènes chaotiques comme l'envahissement de la pelouse. Les tribunes du stade dépassent largement leur capacité officielle de 125 000 personnes. L'affluence est même évaluée jusqu'à 300 000 spectateurs. Les tribunes surchargées obligent des spectateurs à se placer autour du terrain et sur la pelouse elle-même. La police montée est forcée d'intervenir pour permettre à la rencontre de se disputer. Cette finale est parfois surnommée « The White Horse Final » à la suite des interventions d'un cheval gris nommé Billie. Le match commence avec 45 minutes de retard, une fois que le terrain de jeu est laissé libre par les spectateurs. Bolton montre sa domination sur l'ensemble du match et gagne deux buts à zéro. David Jack marque le premier deux minutes après le début de la rencontre et Jack Smith ajoute un second but controversé au cours de la deuxième mi-temps.

## Parcours des équipes finalistes dans la compétition
Bolton Wanderers et West Ham United jouent respectivement en première division, la First Division, et en deuxième division, nommée Division Two. Ces deux divisions font partie de la ligue professionnelle de la Football League, qui comprend également une troisième division, la Division Three. Les deux équipes entrent dans la compétition au premier tour, selon le format de la compétition de l'époque. Bolton est alors double finaliste de la compétition en 1894 et 1904 alors que West Ham, qui rejoint la Football League en 1919, n'a jamais dépassé le stade des quarts de finale de la Coupe d'Angleterre,.
| Tour        | Adversaire             | Lieu   | Score |
| Premier     | Norwich City (D3)      | ext.   | 2-0   |
| Deuxième    | Leeds United (D2)      | dom.   | 3-1   |
| Troisième   | Huddersfield Town (D1) | ext.   | 1-1   |
| Troisième   | Huddersfield Town (D1) | dom.   | 1-0   |
| Quatrième   | Charlton Athletic (D3) | ext.   | 1-0   |
| Demi-finale | Sheffield United (D1)  | neutre | 1-0   |

Pour son entrée dans la compétition, Bolton bat l'équipe de Norwich City, club de troisième division sud sur le score de 2 à 0 devant 15 000 spectateurs,. Ce succès est la première victoire à l'extérieur du club dans la Coupe d'Angleterre depuis une victoire sur Manchester City lors de l'édition 1904-1905,. Après une victoire à domicile contre Leeds United lors du deuxième tour,, Bolton est opposé à l'une des meilleures équipes de première division, Huddersfield Town, au troisième tour. Le match initial se déroule à Leeds Road, le stade de Huddersfield. Il se conclut sur un score nul, nécessitant une deuxième rencontre, que Bolton remporte par un but à zéro,. Lors du quatrième tour, Bolton gagne contre Charlton Athletic sur ce même score. La rencontre est marquée par l'écroulement d'une barrière du stade entraînant la blessure de 40 spectateurs. En demi-finale, les joueurs battent ceux de Sheffield United une nouvelle fois par un but à rien dans l'enceinte d'Old Trafford, le terrain de Manchester United. Bien que le prix des places soit considéré comme extrêmement cher, l'affluence du match est élevée, 72 000 personnes, ce qui constitue un nouveau record pour une demi-finale de Coupe d'Angleterre. Dans chacune des rencontres suivant le troisième tour, Bolton remporte ses matchs sur le score de 1 à 0 grâce à des buts de David Jack, ce qui donne au joueur la réputation de mener seul son équipe jusqu'à la finale.
| Tour        | Adversaire                    | Lieu   | Score |
| Premier     | Hull City (D2)                | ext.   | 3-2   |
| Deuxième    | Brighton and Hove Albion (D3) | ext.   | 1-1   |
| Deuxième    | Brighton and Hove Albion (D3) | dom.   | 1-0   |
| Troisième   | Plymouth Argyle (D3)          | dom.   | 2-0   |
| Quatrième   | Southampton (D2)              | ext.   | 1-1   |
| Quatrième   | Southampton (D2)              | dom.   | 1-1   |
| Quatrième   | Southampton (D2)              | neutre | 1-0   |
| Demi-finale | Derby County (D2)             | neutre | 5-2   |

Le jeu de West Ham contraste avec le style défensif de Bolton. Il est caractérisé par des mouvements rapides et un jeu d'attaque qui attire au club de nombreux soutiens. L'équipe de Londres entame la compétition par un match à l'extérieur qu'elle remporte 3-2 contre le club de deuxième division de Hull City,. Lors du deuxième tour, les joueurs londoniens obtiennent le match nul à l'extérieur, chez le club de troisième division sud Brighton and Hove Albion, mais remportent la seconde rencontre, le match rejoué disputé à domicile, par un but à zéro,. Les Hammers battent une nouvelle équipe de troisième division sud, Plymouth Argyle, lors du troisième tour. West Ham est opposé à un adversaire plus difficile au quatrième tour, Southampton. Le premier match dans le stade de West Ham, le Boleyn Ground, se termine sur le score de 1-1, tout comme le match rejoué à The Dell, stade de Southampton,. Les deux équipes doivent se rencontrer une troisième fois sur terrain neutre à Villa Park, le terrain d'Aston Villa dans la ville de Birmingham. Ce troisième match est le dernier puisque West Ham gagne un but à zéro grâce à un but de Billy Brown. Le but décisif est inscrit à la 70e minute par un coup franc qui termine dans les buts de Southampton sans que le gardien ne puisse arrêter la frappe de Brown. En demi-finale, West Ham rencontre Derby County à Stamford Bridge, le terrain de Chelsea. Le club de Londres remporte la rencontre 5-2. Brown marque deux nouvelles fois et Billy Moore réalise également le doublé. Toutes les équipes que West Ham a battues pour atteindre la finale jouent en deuxième division ou à un niveau inférieur. West Ham devient le premier club depuis l'introduction de plusieurs divisions dans la Football League à atteindre la finale de la Coupe d'Angleterre sans avoir battu une équipe de première division.

## Préparatifs

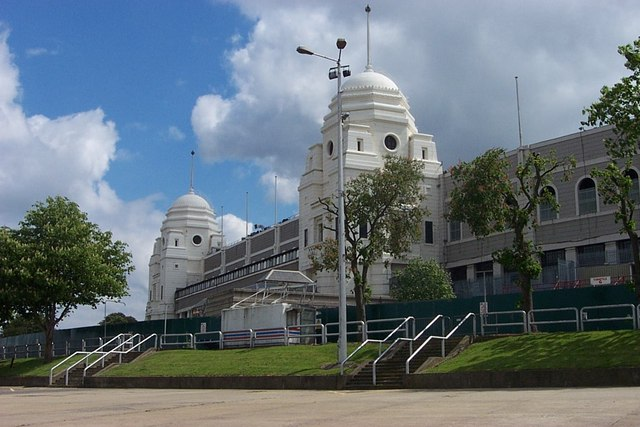
Le Wembley Stadium et ses deux tours jumelles, nommées Twin towers, est inauguré lors de cette finale.

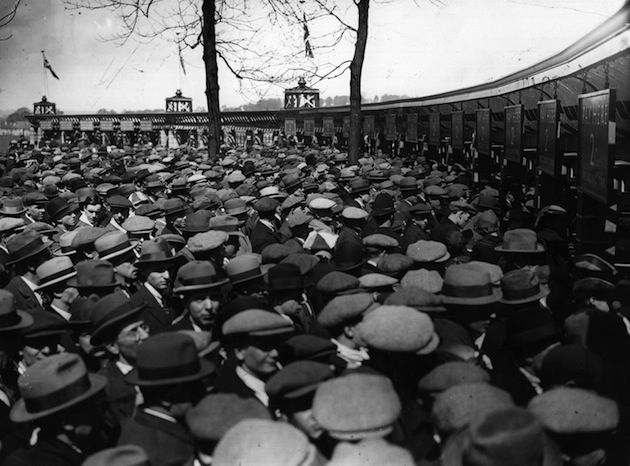
La foule se masse aux abords du stade pour obtenir un billet d'entrée pour cette finale.

La finale de la Coupe d'Angleterre de football de 1923 est le premier événement à se dérouler dans le Wembley Stadium, lequel n'aurait pas dû ouvrir avant 1924. Les travaux se sont terminés plus tôt que prévu, seulement quelques jours avant la tenue de la rencontre,. La construction du stade, qui a duré 300 jours entre 1922 et 1923, a coûté 750 000 £. Les trois premières finales suivant la Première Guerre mondiale, où les affluences attendues étaient plus faibles, se sont déroulées à Stamford Bridge. La fédération d'Angleterre de football n'est pas convaincue que les tribunes seront remplies et entreprend une campagne publicitaire pour garnir les gradins du nouvel édifice. Bien qu'il suscite quelques peurs, le nouveau stade national anglais, qui est décrit comme la meilleure enceinte sportive avec sa capacité sans précédent de 125 000 personnes, est une attraction et attire même un grand nombre de spectateurs occasionnels. Comme une équipe londonienne est en compétition pour remporter le trophée, des supporteurs de football de tous les quartiers de la ville suivent la rencontre. Les journaux publiés le matin de la rencontre rapportent qu'autour de 5 000 supporteurs voyagent depuis Bolton pour voir le match, et estiment qu'ils pourraient être rejoints par « au moins 115 000 passionnés de Londres et d'autres régions du pays ». La bonne accessibilité du stade pour le public via les transports en commun et la météorologie favorable sont des facteurs qui contribuent également à l'affluence exceptionnelle du match.
Les portails sont ouverts à onze heures trente comme prévu, trois heures et demie avant le début programmé de la rencontre, et jusqu'à treize heures, le flux de personnes rentrant dans le stade est ordonné. À partir de treize heures, cependant, un grand nombre de spectateurs rentrent dans le stade, et après inspection des autorités, la décision est prise de fermer les portes du stade à treize heures quarante cinq. Bien que les informations soient relayées dans plusieurs stations de métro, des milliers de personnes continuent d'arriver aux abords du stade et se massent devant les portes de celui-ci. 

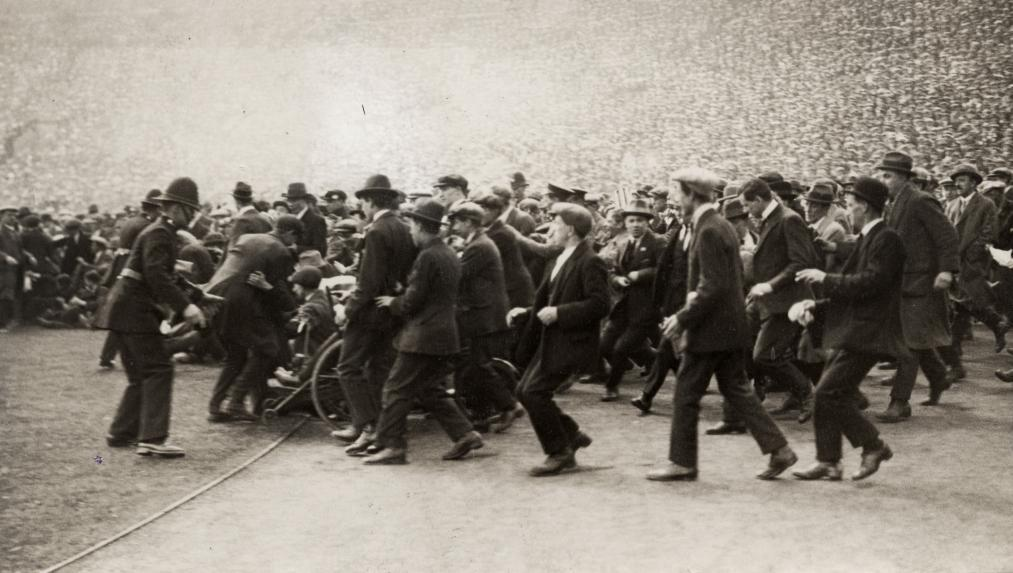
Des spectateurs envahissent le terrain pour fuir l'importante foule qui s'entasse dans les tribunes.

L'organisation est pauvre. Dans son rapport de match, le correspondant pour le Daily Mail décrit les stewards comme inutiles et dit que les officiels dans et autour du stade semblent ne rien savoir. Les supporteurs ne sont pas dirigés vers un endroit spécifique, les niveaux inférieurs du stade se remplissent beaucoup plus vite que les niveaux supérieurs. Comme l'affluence à l'extérieur du stade continue à grandir, les postes de police locaux sont mobilisés, mais lorsqu'ils arrivent sur place, la foule est déjà trop nombreuse pour qu'ils puissent intervenir efficacement. À quatorze heures quinze, les spectateurs à l'extérieur du stade foncent sur les barrières et rentrent dans le stade par la force. Les spectateurs dans les niveaux inférieurs doivent escalader les barrières pour échapper à la cohue, et se retrouvent sur le terrain de jeu. L'affluence est officiellement de 126 047 personnes mais elle est estimée par des chiffres plus récents entre 150 000 et 250 000,. Une estimation de la police juste après la rencontre s'élève à 300 000 spectateurs,. La fédération anglaise décide de rembourser 10 % du prix des billets aux personnes qui avaient déjà acheté leur billet et qui n'ont pas pu atteindre leur siège attribué. Les routes autour du stade sont bloquées et les joueurs de Bolton sont obligés de laisser leur bus à un peu plus d'un kilomètre du stade et de se frayer un chemin à travers la foule. The Times rapporte qu'à un moment, il semble impossible que le match puisse se jouer mais que l'humeur de la foule change avec l'arrivée du Roi George V. Après avoir chanté « God Save The King », la foule commence à aider les autorités à dégager l'aire de jeu.

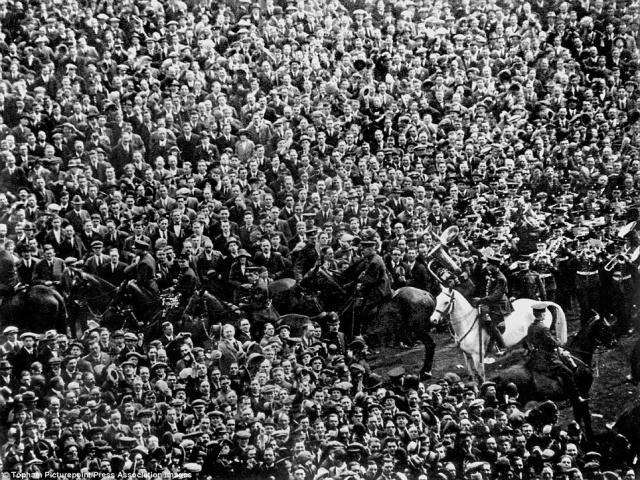
George Scorey sur le cheval blanc Billie.

Finalement, la police montée est appelée en renfort pour essayer de libérer la pelouse, dont George Scorey, qui monte un cheval nommé « Billie » ou « Billy ». Scorey n'est pas en service ce jour-là mais il répond à l'appel d'aide d'urgence à la suite de l'augmentation du nombre de spectateurs dans le stade. Le cheval Billie est en réalité gris, mais il apparaît comme blanc dans les premiers tirages d'informations en noir et blanc. Contrairement à ce qui est parfois dit, d'autres chevaux sont impliqués, mais Billie est le plus visible dans les médias, devenant l'image de la journée,. Les officiels annoncent après le match que celui-ci n'aurait pas pu avoir lieu sans l'intervention de Scorey.
Quarante cinq minutes après le début programmé de la rencontre, la police, aidée par les appels des joueurs pour calmer la foule, réussit à déplacer tous les spectateurs juste derrière les lignes de touche et la partie peut débuter.

## Match

### Résumé du match

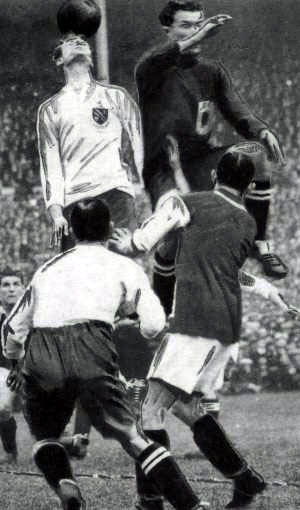
Dick Pym et deux autres joueurs de Bolton défendant leur but.

Les deux équipes utilisent une formation typique de l'époque avec deux défenseurs, un à gauche et l'autre à droite, trois milieux de terrain avec un milieu défensif au centre et deux milieux sur les côtés, et cinq attaquants. L'organisation de l'attaque est composée de deux ailiers, deux attaquants centraux et un avant-centre. Le plan de jeu de West Ham est initialement fondé sur les deux rapides attaquants Dick Richards et Jimmy Ruffell. Bolton garde une pression importante sur ces deux joueurs dès le début du match, courant vers eux à chaque fois qu'ils touchent le ballon. Le coup d'envoi est donné par Vic Watson à 15 h 43 pour West Ham. Après seulement deux minutes de jeu, le défenseur de West Ham Jack Tresadern est empêtré dans la foule après avoir effectué une remise en jeu et est incapable de retourner sur le terrain immédiatement. Cet incident donne la possibilité au joueur de Bolton David Jack de marquer un but. Son tir bat le gardien de West Ham Ted Hufton et donne l'avantage à son équipe. À la suite de la frappe de Jack, le ballon percute un spectateur qui se trouve appuyé contre les filets et celui-ci perd connaissance. Trois minutes plus tard, Vic Watson reçoit la balle à quelques mètres des cages de Bolton mais son tir passe au-dessus de la barre transversale. À la treizième minute de jeu, la foule fait un bond en avant et un grand nombre de spectateurs se trouvent sur l'aire de jeu, entraînant une suspension de la rencontre pour environ douze minutes afin que la police montée libère à nouveau l'espace de jeu. Un certain nombre de spectateurs ont besoin de premiers secours dispensés par les membres de la Croix-Rouge britannique tandis que les joueurs regardent et attendent la reprise du match. Les policiers patrouillent le périmètre de la pelouse pour la garder libre pour l'arbitre de ligne. Le jeu reprend alors.
Peu après la reprise de la partie, le joueur de West Ham Dick Richards se défait de deux défenseurs de Bolton et tire au but. Le gardien de Bolton Dick Pym laisse s'échapper le ballon mais arrive à l'écarter avant qu'il ne franchisse la ligne de but. Bolton continue de dominer la rencontre, et seule une bonne intervention de Billy Henderson empêche les joueurs de marquer un nouveau but. Lorsque West Ham attaque, Bolton est capable de rapidement transformer son schéma de jeu en une solide formation défensive, les joueurs changeant de position pour former une ligne de cinq arrières. Cette tactique étouffe le style offensif de West Ham et le gardien de but de Bolton n'est pas sérieusement inquiété. Le score reste à 1-0 pour Bolton jusqu'à la mi-temps. À cause de la foule présente autour du stade, les joueurs et officiels sont incapables d'atteindre les vestiaires. Les acteurs de la partie restent cinq minutes sur la pelouse avant d'entamer la deuxième mi-temps.
West Ham commence la deuxième moitié du match mieux que son adversaire, et Vic Watson reçoit la balle dans une bonne position pour marquer mais il rate son tir. Après huit minutes, Bolton ajoute un deuxième but dans des circonstances controversées. L'attaquant Ted Vizard joue la balle dans une position centrale et Jack Smith frappe la balle qui termine dans les filets des cages défendues par Hufton. Les joueurs de West Ham déclarent que la balle n'est pas entrée dans le but mais qu'elle a rebondi sur le poteau. L'arbitre David Asson prend la décision d'accepter le but, indiquant qu'il a vu la balle entrer dans le but pour ensuite rebondir sur un spectateur. West Ham se plaint également du fait que sur l'action amenant le but, un supporteur de Bolton proche du terrain a frappé la balle vers le buteur Vizard. Mais Asson ignore ces demandes et confirme le deuxième but de Bolton.
À ce moment-là, une partie des spectateurs, certaine que Bolton va remporter le match, quitte le stade. Aucune des deux équipes n'a dès lors plus de sérieuses chances de marquer, et le reste du match est de faible niveau,. Les joueurs jouent un jeu plus défensif. Tard dans le match, George Kay, le capitaine de West Ham, tente de convaincre l'arbitre d'annuler la rencontre, mais le capitaine de Bolton Joe Smith réplique « Nous jouons correctement, et nous jouerons jusqu'à la nuit pour finir le match si nécessaire ». Le score reste de 2-0 pour Bolton jusqu'au coup de sifflet final. Le Roi George V remet la Coupe d'Angleterre à Joe Smith et quitte le stade sous les acclamations du public. Charlie Paynter, l'entraîneur de l'équipe première de West Ham dirigée par Syd King, attribue la défaite de son équipe à l'état du terrain qui a souffert avant le coup d'envoi du match du piétinement des chevaux de la police montée, créant des trous et des ornières sur la pelouse.

### Feuille de match
| Titulaires : |  |
| |  |
| Dick Pym Bob Haworth Alex Finney Harry Nuttall Jimmy Seddon Billy Jennings Billy Butler David Jack Jack Smith Joe Smith (c) Ted Vizard |  |
| Entraîneur : |  |
| Charles Foweraker |  |

| Titulaires : |  |
| |  |
| Ted Hufton Billy Henderson Jack Young Syd Bishop George Kay (c) Jack Tresadern Dick Richards Billy Brown Vic Watson Billy Moore Jimmy Ruffell |  |
| Entraîneur : |  |
| Syd King |  |

| Titulaires : |  |
| |  |
| Dick Pym Bob Haworth Alex Finney Harry Nuttall Jimmy Seddon Billy Jennings Billy Butler David Jack Jack Smith Joe Smith (c) Ted Vizard |  |
| Entraîneur : |  |
| Charles Foweraker |  |

| Titulaires : |  |
| |  |
| Ted Hufton Billy Henderson Jack Young Syd Bishop George Kay (c) Jack Tresadern Dick Richards Billy Brown Vic Watson Billy Moore Jimmy Ruffell |  |
| Entraîneur : |  |
| Syd King |  |

| Bolton Wanderers | West Ham United |

Les règles du match sont les suivantes : la durée de la rencontre est de 90 minutes, avec 30 minutes de prolongation si nécessaire et le match est rejoué s'il y a toujours match nul après 120 minutes. Les remplacements ne sont pas autorisés.

## Après-match
La tenue du match est critiquée dans la presse écrite après le match, surtout les journaux de la ville de Londres. Le East West Ham titre « The Fiasco of the Cup final », en français « Le fiasco de la finale de la Coupe ». Bien que près de 900 spectateurs soient soignés pour des blessures légères,, seuls 22 sont transportés à l'hôpital et dix en sortent rapidement. Deux policiers sont aussi blessés pendant le match,. La bonne attitude de la foule et les interventions de la police limitent le nombre de blessés et évitent qu'une personne ne meure dans ce qui aurait pu être une catastrophe. Les scènes chaotiques autour de la rencontre entraînent rapidement des discussions à la Chambre des communes. Le secrétaire des affaires internes William Bridgeman rend hommage aux actions de la police et au comportement général des spectateurs. Pendant le débat, Oswald Mosley est vivement critiqué par le président de la Chambre des Communes pour avoir qualifié de hooligans les supporteurs présents dans le stade,. Il est demandé à Bridgeman de lancer une enquête publique. Il est finalement conclu que la police a traité cet incident avec succès. William Bridgeman se déclare satisfait à la suite de la décision commune des autorités du stade et de la police de créer un plan visant à prévenir tout nouvel incident de ce type.

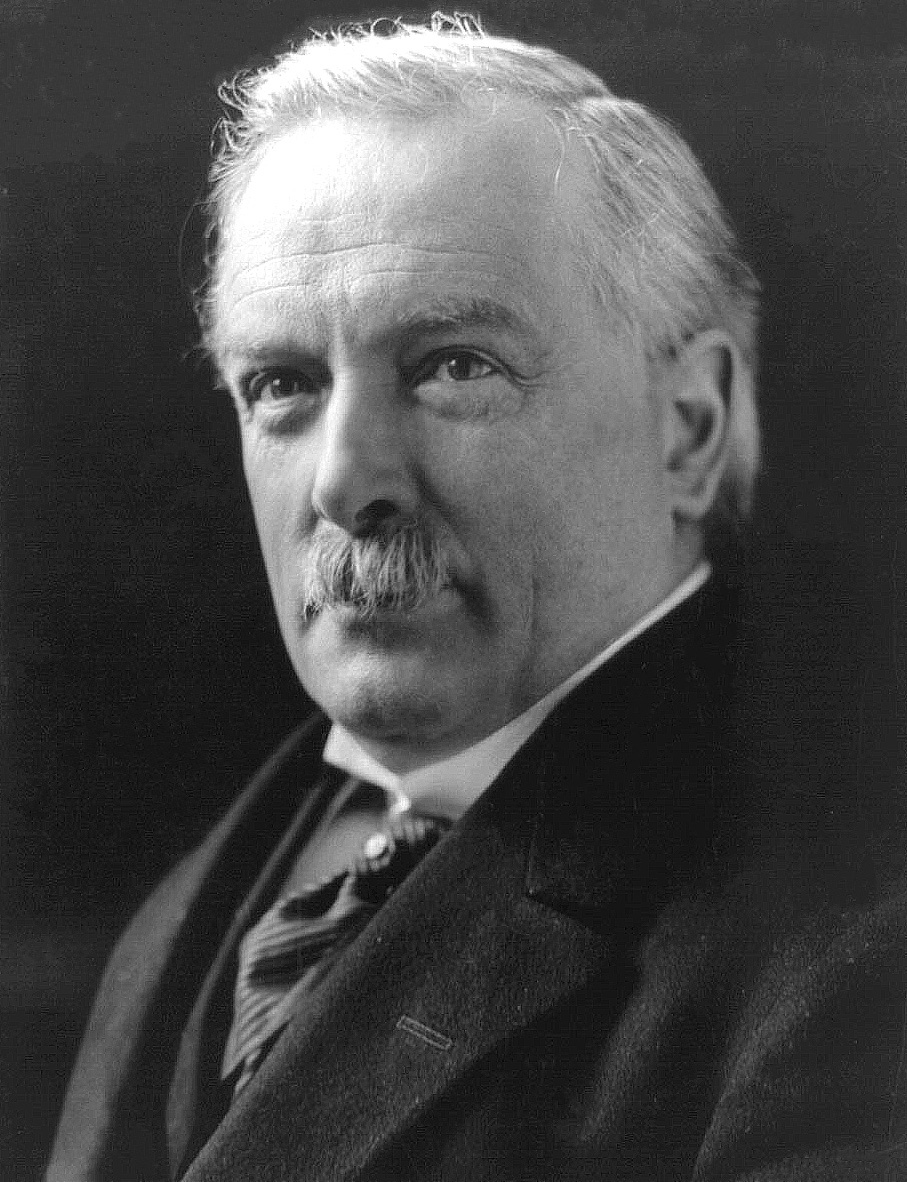
David Lloyd George porte le toast lors du dîner d'après-match.

Un mois après la rencontre, un comité examine le stade de Wembley et fait des recommandations pour les autorités du stade. Leurs propositions incluent la modernisation des tourniquets, la création de barrières supplémentaires et la division des tribunes en sections autonomes, chacune avec sa propre entrée. De plus, l'achat à l'avance de billets est rendu obligatoire pour toutes les finales de la Coupe d'Angleterre à venir pour éliminer la possibilité qu'un nombre excessif de supporteurs arrivent aux abords de l'enceinte avant la rencontre dans l'espoir d'acheter un billet aux portails,. La recette de la billetterie du match s'élève à 27 776 livres sterling. Après avoir payé l'utilisation du stade, la fédération anglaise et les deux clubs bénéficient de 6 365 livres chacun. Les remboursements promis aux supporteurs qui n'ont pas atteint leur siège attribué sont payés par la suite avec la somme obtenue par la fédération anglaise pour un total de 2 797 livres,,. À titre de comparaison, les joueurs sont à l'époque payés huit livres par semaine. Le cavalier de Billie, George Scorey, est récompensé par la fédération anglaise avec des billets d'entrée gratuits pour toutes les finales suivantes de la Coupe d'Angleterre mais il n'est pas intéressé par le football et choisit de ne pas y assister.
Après le match, les joueurs et les officiels de la rencontre assistent à un dîner à Londres au cours duquel l'ancien Premier ministre du Royaume-Uni David Lloyd George porte un toast. Les joueurs de Bolton retournent dans leur ville en train et sont fêtés à la gare Moses Gate avant d'être réunis au cours d'une réception offerte par le maire. Le club offre à chacun des joueurs vainqueurs de la Coupe une montre en or.
Lors de la remise du trophée, les joueurs des deux équipes reçoivent des médailles d'or commémoratives. En 2005, la médaille du joueur de West Ham George Kay est vendue aux enchères pour 4 560 livres. Des billets et programmes du match sont également vendus aux enchères en 2006 et 2007.

## Postérité
L'image de Billie, le cheval blanc, reste célèbre dans l'histoire du football anglais, et le match est souvent appelé comme « The White Horse Final »,,. En 2005, un sondage public désigne « White Horse Bridge » comme nom d'une nouvelle passerelle construite à proximité du nouveau stade de Wembley. Le directeur exécutif de la société qui organise le sondage déclare que le nom est approprié au bâtiment qui, comme le cheval, sert à améliorer la sécurité des supporteurs. Le journal écossais le Daily Record affirme que de nombreux supporteurs de l'équipe d'Écosse ont voté pour ce nom afin qu'aucun ancien joueur ou entraîneur anglais ne soit honoré et par rapport au nom de la marque de whisky « White Horse ». En 2007, une pièce ayant pour sujet les réactions d'un groupe d'habitants de Bolton aux évènements de la finale est jouée dans un théâtre de Bolton.